# Los Pins
Los Pins (en francès Les Pins) és un municipi francès situat al departament del Charente i a la regió de la Nova Aquitània. L'any 2007 tenia 434 habitants.

## Demografia

### Població
El 2007 la població de fet de Les Pins era de 434 persones. Hi havia 178 famílies de les quals 50 eren unipersonals (33 homes vivint sols i 17 dones vivint soles), 62 parelles sense fills i 66 parelles amb fills.
La població ha evolucionat segons el següent gràfic:
Habitants censats

### Habitatges
El 2007 hi havia 233 habitatges, 181 eren l'habitatge principal de la família, 30 eren segones residències i 22 estaven desocupats. Tots els 231 habitatges eren cases. Dels 181 habitatges principals, 155 estaven ocupats pels seus propietaris, 20 estaven llogats i ocupats pels llogaters i 6 estaven cedits a títol gratuït; 10 tenien dues cambres, 34 en tenien tres, 53 en tenien quatre i 84 en tenien cinc o més. 163 habitatges disposaven pel capbaix d'una plaça de pàrquing. A 72 habitatges hi havia un automòbil i a 90 n'hi havia dos o més.

### Piràmide de població
La piràmide de població per edats i sexe el 2009 era:
| Homes | Edats   | Dones |
| ----- | ------- | ----- |
| 0     | 95 o +  | 0     |
| 0     | 90 a 94 | 0     |
| 4     | 85 a 89 | 8     |
| 4     | 80 a 84 | 20    |
| 4     | 75 a 79 | 24    |
| 8     | 70 a 74 | 0     |
| 12    | 65 a 69 | 20    |
| 12    | 60 a 64 | 12    |
| 8     | 55 a 59 | 8     |
| 8     | 50 a 54 | 4     |
| 16    | 45 a 49 | 8     |
| 28    | 40 a 44 | 16    |
| 16    | 35 a 39 | 20    |
| 20    | 30 a 34 | 16    |
| 0     | 25 a 29 | 0     |
| 8     | 20 a 24 | 8     |
| 8     | 15 a 19 | 4     |
| 4     | 10 a 14 | 8     |
| 16    | 5 a 9   | 16    |
| 12    | 0 a 4   | 4     |

## Economia
El 2007 la població en edat de treballar era de 257 persones, 186 eren actives i 71 eren inactives. De les 186 persones actives 173 estaven ocupades (108 homes i 65 dones) i 13 estaven aturades (5 homes i 8 dones). De les 71 persones inactives 36 estaven jubilades, 11 estaven estudiant i 24 estaven classificades com a «altres inactius».

### Ingressos
El 2009 a Les Pins hi havia 178 unitats fiscals que integraven 429 persones, la mediana anual d'ingressos fiscals per persona era de 15.996 €.

### Activitats econòmiques
Dels 6 establiments que hi havia el 2007, 3 eren d'empreses de construcció, 1 d'una empresa de comerç i reparació d'automòbils, 1 d'una empresa de serveis i 1 d'una entitat de l'administració pública.
Dels 4 establiments de servei als particulars que hi havia el 2009, 1 era un taller de reparació d'automòbils i de material agrícola, 1 paleta i 2 electricistes.
L'any 2000 a Les Pins hi havia 31 explotacions agrícoles que ocupaven un total de 1.224 hectàrees.

## Poblacions més properes
El següent diagrama mostra les poblacions més properes.